# Collegio uninominale Emilia-Romagna - 08 (Camera dei deputati 2020)
Il collegio elettorale uninominale Emilia-Romagna - 08 è un collegio elettorale uninominale della Repubblica Italiana per l'elezione della Camera dei deputati.

## Territorio
Come previsto dalla legge n. 51 del 27 maggio 2019, il collegio è stato definito tramite decreto legislativo all'interno della circoscrizione Emilia-Romagna.
È formato dal territorio dell'intera provincia di Ravenna (18 comuni).
Il collegio è parte del collegio plurinominale Emilia-Romagna - 03.

## Eletti
| Elezione | Elezione | Deputato            | Partito           |
| -------- | -------- | ------------------- | ----------------- |
|          | 2022     | Alice Buonguerrieri | Fratelli d'Italia |

## Dati elettorali

### XIX legislatura
Come previsto dalla legge elettorale, 147 deputati sono eletti con sistema a maggioranza relativa in altrettanti collegi uninominali a turno unico.
| Candidati                                 | Candidati                     | Voti    | %     | Liste                                                | Voti    | %     |
| ----------------------------------------- | ----------------------------- | ------- | ----- | ---------------------------------------------------- | ------- | ----- |
|                                           | Alice Buonguerrieri ✔️ Eletto | 75 602  | 37,32 | Fratelli d'Italia                                    | 48 740  | 24,06 |
| Lega per Salvini Premier ù                | Alice Buonguerrieri ✔️ Eletto | 75 602  | 37,32 | 14 849                                               | 7,33    |       |
| Forza Italia                              | Alice Buonguerrieri ✔️ Eletto | 75 602  | 37,32 | 10 846                                               | 5,35    |       |
| Noi moderati/Lupi - Toti - Brugnaro - UDC | Alice Buonguerrieri ✔️ Eletto | 75 602  | 37,32 | 1 167                                                | 0,58    |       |
|                                           | Ouidad Bakkali                | 75 550  | 37,30 | Partito Democratico-IDP                              | 60 594  | 29,91 |
| Alleanza Verdi e Sinistra                 | Ouidad Bakkali                | 75 550  | 37,30 | 7 566                                                | 3,74    |       |
| +Europa                                   | Ouidad Bakkali                | 75 550  | 37,30 | 6 676                                                | 3,30    |       |
| Impegno Civico - Centro Democratico       | Ouidad Bakkali                | 75 550  | 37,30 | 714                                                  | 0,35    |       |
|                                           | Marta Rossi                   | 19 148  | 9,45  | Movimento 5 Stelle                                   | 19 148  | 9,45  |
|                                           | Chiara Francesconi            | 17 666  | 8,72  | Azione - Italia Viva - Calenda                       | 17 666  | 8,72  |
|                                           | Piero Mongelli                | 4 728   | 2,33  | Italexit                                             | 4 728   | 2,33  |
|                                           | Matteo Rossini                | 2 927   | 1,45  | Italia Sovrana e Popolare                            | 2 927   | 1,45  |
|                                           | Donatella Pira                | 2 535   | 1,25  | Vita                                                 | 2 535   | 1,25  |
|                                           | Liliana Salvo                 | 2 428   | 1,20  | Unione Popolare                                      | 2 428   | 1,20  |
|                                           | Maria Rosaria Rossetti        | 1 467   | 0,72  | Partito Animalista Italiano – UCDL – 10 Volte Meglio | 1 467   | 0,72  |
|                                           | Roberta Bravi                 | 353     | 0,17  | Sud chiama Nord                                      | 353     | 0,17  |
|                                           | Lina Macchiavelli             | 153     | 0,08  | Noi di Centro – Europeisti                           | 153     | 0,08  |
| Totale                                    | Totale                        | 202 557 | 100   |                                                      | 202 557 | 100   |
|                                           |                               |         |       |                                                      |         |       |
| Schede bianche                            | Schede bianche                | 2 609   | 1,24  |                                                      |         |       |
| Schede nulle                              | Schede nulle                  | 5 443   | 2,58  |                                                      |         |       |
| Votanti                                   | Votanti                       | 210 609 | 72,00 |                                                      |         |       |
| Elettori                                  | Elettori                      | 292 498 |       |                                                      |         |       |